# Бразильський слюдоносний район
Бразильський слюдоносний район — група родовищ мусковіту в Бразилії, у східній частині штату Мінас-Жерайс. Розробляється з 1900 року.

## Характеристика
Бразильський слюдоносний район має довжину 600 км і ширину 200 км. Приурочений до виходу архейських порід Бразильського щита.
Найбільші родовища — Говернадор-Валадаріс та Еспера-Феліс (50 % видобутку району). Форма пегматитових тіл: лінзи з пологим заляганням (довжина за простяганням 300 м, за падінням 60 м, потужність до 20 м); вертикальні плитоподібні тіла (довжина за простяганням понад 1000 м, за падінням 170 м, потужність до 50 м). Будова жил зональна, мусковіт розташований на межі з кварцовим ядром і на контакті жил з вмісними породами. Вміст крупнокристалічного мусковіту-сирцю в середньому 25 кг/м³. Запаси слюди 5-10 млн т. Вихід листової слюди з сирцю 16 %. Попутно видобувають берил, колумбіт, танталіт. На 15 промислових пегматитових полях знаходиться декілька сотень підприємств.

## Технологія розробки
Родовища розробляються кар'єрами глибиною до 60-70 м, а також шахтами глибиною до 175 м і більше. Видобуток — 400 т мусковіту-сирцю, 100 т листової слюди (1981). Видобуток слюди різко зменшується (у 1978 р. — 2,8 тис. т мусковіту-сирцю і 450 т листової слюди) через погіршення її якості. Слюда експортується головним чином у США.